# سیمون مالاکارن
سیمون مالاکارن (انگلیسی: Simone Malacarne؛ زادهٔ ۲۳ فوریهٔ ۱۹۸۹) بازیکن فوتبال اهل ایتالیا است.
از باشگاه‌هایی که در آن بازی کرده‌است می‌توان به باشگاه فوتبال کرمونزه اشاره کرد.
وی همچنین در تیم‌های ملی فوتبال زیر ۱۷ سال ایتالیا و Italy Lega Pro representative teams بازی کرده‌است.